# Zebrasoma scopas
Zebrasoma scopas és una espècie de peix pertanyent a la família dels acantúrids.

## Descripció
- Pot arribar a fer 40 cm de llargària màxima.
- 4-5 espines i 23-25 radis tous a l'aleta dorsal i 3 espines i 19-21 radis tous a l'anal.
- És de color marró fosc.[3][4]

## Reproducció
És monògam.

## Alimentació
Menja algues.

## Hàbitat
És un peix marí, associat als esculls i de clima tropical (25 °C-28 °C; 24°N-34°S, 32°E-78°W) que viu entre 1 i 60 m de fondària.

## Distribució geogràfica
Es troba des de l'Àfrica oriental (incloent-hi les illes Mascarenyes) fins a les Tuamotu, el sud del Japó, l'illa de Lord Howe i l'illa Rapa.

## Ús comercial
La seua carn no és gens verinosa.

## Observacions
És inofensiu per als humans.